# Prosotas elioti
Prosotas elioti är en fjärilsart som beskrevs av Tite 1963. Prosotas elioti ingår i släktet Prosotas och familjen juvelvingar. Inga underarter finns listade i Catalogue of Life.